# Доа
Доа́ (фр. Dôa) — река в Провансе на юге Франции в департаменте Воклюз, приток реки Калавон бассейна Роны.

## История
Впервые река упоминается в Картуляриях церкви Апта (IX—XII века) под названием лат. rivus Luctuosa. В 906 году упоминалась как Lutosa (лимонная). В X веке это романское название эволюционировало в Lodosa, Luctuosa и, наконец, Doza в 1401 году.
Воды Доа использовались во многих местных предприятиях (в том числе в производстве кирпича). Во второй половине XX века долина реки, проходящая через Провансальское Колорадо, вошла в туристический парк.

## География
Доа берёт начало из источника к северу-западу от коммуны Вьян и перевала Фалькероль в начале долины Доа. Река собирает нерегулярные водные потоки и ручьи с окрестных долин. Из более постоянных — ручей Реброндад. Доа протекает на запад, пересекает живописный природно-исторический парк Провансальское Колорадо близ Рюстреля. Во время ливней местные осадочные породы, богатые охрой, смываются с гор и придают реке ярко-жёлтый цвет. За Рюстрелем река поворачивает на юг. Далее Доа пересекает Вьян и Жиньяк. В Апте впадает в Калавон, приток Дюранса.
Протяжённость реки — 15,9 км. Площадь водосборного бассейна — 71 км².

## Притоки
- Ручей Дуа (1,3 км)
- Ручей Реброндад (2,8 км)

## Пересекаемые коммуны
Река протекает по территории 6 коммун:
- Вьян (исток)
- Жиньяк
- Сеньон
- Рюстрель
- Виллар
- Апт (устье)